# Leon Klimecki
Leon Piotr Klimecki (ur. 11 kwietnia 1889 w Łukowie, zm. 8 lutego 1968 tamże) – polski działacz społeczny i dyplomata, zasłużony obywatel miasta Łukowa.

## Życiorys
Urodził się w zasłużonej łukowskiej rodzinie, matka Kazimiera z Archimowiczów była m.in. inicjatorką powstania Biblioteki Publicznej, ojciec Piotr był poważanym w mieście felczerem, który współorganizował polską Szkołę Realną w Łukowie. Leon po ukończeniu szkoły podstawowej rozpoczął naukę w gimnazjum rządowym w Białej Podlaskiej, z którego został relegowany za udział w strajku szkolnym w 1905. Dzięki staraniom matki przyjęto go do polskiego gimnazjum gen. Chrzanowskiego w Warszawie. Podczas nauki rozpoczął naukę języka esperanto i przyłączył się do Związku Polskiej Młodzieży Esperanckiej, dzięki czemu uczestniczył w IV Międzynarodowym Kongresie Esperantystów, który się odbył w sierpniu 1908 w Dreźnie. Wkrótce otrzymał funkcję członka zarządu Związku Polskiej Młodzieży Esperanckiej, jego związki z esperanto trwały do 1939. 
W 1909 ukończył gimnazjum i wyjechał do Szwajcarii na studia, naukę zdobywał na uniwersytecie w Genewie, gdzie uczęszczał na wydział literatury i nauk społecznych. Za zasługi związane z połączeniem trzech działających w Genewie polskich bibliotek otrzymał funkcję prezesa Zarządu Ogólnej Biblioteki Polskiej i Czytelni w Genewie. Był inicjatorem powstania w 1914 Zrzeszenia Polskich Bratnich Pomocy, które było organizacją apolityczną i bezpartyjną. Ponadto Leon Klimecki był publicystą, tematem jego not, artykułów i felietonów była sprawa polskich emigrantów w Szwajcarii, sytuacji politycznej i gospodarczej w Polsce, stosunki społeczne mające miejsce na terytorium Polski, oraz sprawy socjalne emigrantów. Od 1918 rozpoczął pracę referenta ekonomicznego w Królewsko-Polskim Przedstawicielstwie w Bernie, trwało to do 1 czerwca 1920, gdy zlikwidowano stanowisko attaché handlowego przy Przedstawicielstwie Polskim w Bernie. 
W lipcu 1920 po 11 latach powrócił do Polski, otrzymał stanowisko starszego radcy w Ministerstwie Spraw Zagranicznych, po miesiącu został oddelegowany do Biura Propagandy Zagranicznej. Współpracował tam m.in. z Zofią Nałkowską, Tadeuszem Brezą, Jarosławem Iwaszkiewiczem. Po likwidacji Biura Propagandy Zagranicznej w marcu 1921 został przeniesiony do Biura Prasowego Ministerstwa Spraw Zagranicznych. W październiku 1927 otrzymał nominację na radcę ministerialnego, w wyniku czego w czerwcu 1928 został I sekretarzem Poselstwa Polskiego w Sofii. Jego misja trwała do kwietnia 1932, kiedy to został odwołany decyzją wicemin. Józefa Becka. Leon Klimecki odszedł ze służby dyplomatycznej z dniem 31 maja 1932, co było wynikiem rozgrywek politycznych prowadzonych na szczeblu ministerialnym.

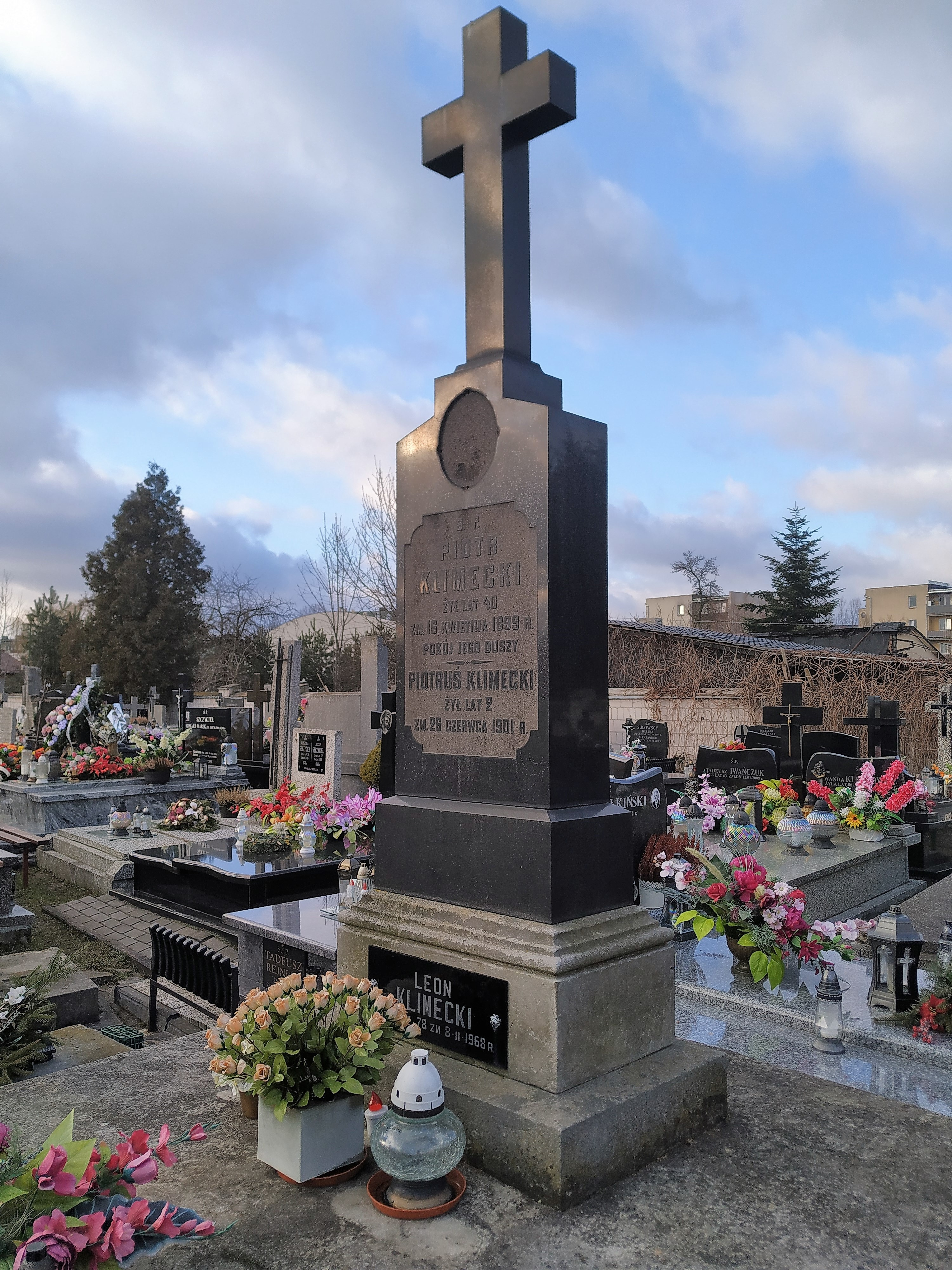
Grób Leona Klimeckiego na cmentarzu św. Rocha w Łukowie

Do maja 1935 przebywał w Warszawie i utrzymywał się z publikacji o charakterze polityczno-gospodarczym, następnie powrócił do rodzinnego Łukowa. Po 1945 działał społecznie oraz publikował w reaktywowanej „Gazecie Łukowskiej”. Był inicjatorem akcji ratowania pamiątek po Henryku Sienkiewiczu oraz organizacji setnej rocznicy urodzin pisarza. Był przewodniczącym Powiatowego Komitetu Obrońców Pokoju (1949–1950) oraz członkiem Miejskiej Komisji Kultury i Sztuki. Pełnił również funkcję przewodniczącego Towarzystwa Miłośników Sztuki. Zainicjował powstanie istotnych dla historii Łukowa publikacji m.in. „Z przeszłości Ziemi Łukowskiej” (1959), „Dzieje miasta Łukowa” (1962). Zainicjował powstanie Towarzystwa Miłośników Ziemi Łukowskiej oraz Muzeum Ziemi Łukowskiej.
Leon Klimecki był odznaczony Krzyżem Kawalerskim Orderu Odrodzenia Polski, Srebrnym Krzyżem Zasługi, Medalem 10-lecia Polski Ludowej oraz Odznaką Tysiąclecia Państwa Polskiego.

## Upamiętnienie
Jedno z łukowskich osiedli nosi imię Leona Klimeckiego.